# Guty-Bujno
Guty-Bujno – wieś sołecka w Polsce położona w województwie mazowieckim, w powiecie ostrowskim, w gminie Ostrów Mazowiecka.
W okresie okupacji niemieckiej w Polsce (1939-1945), w lasach okalających Guty-Bujno, Niemcy dokonali wielu masowych mordów na Polakach, Żydach i Rosjanach. Liczba pomordowanych wyniosła ok. 1800 osób. Wśród ofiar znajdowało się co najmniej 600 Polaków. W miejscu egzekucji położono pamiątkową płytę.
W raporcie sporządzonym 25 marca 1945 roku płk Władysław Liniarski ps. Mścisław, dowódca Okręgu Białystok ZWZ/AK melduje Naczelnemu Wodzowi: „NKWD i Berlingowcy stosują niesłychany terror na ludności polskiej. Grabieże, mordy, gwałty. Dnia 7 marca spalono wieś Guty, powiat Ostrów Mazowiecka. Ludność wymordowana, kobiety i dzieci, żywcem wrzucane w ogień”.
W latach 1975–1998 miejscowość administracyjnie należała do województwa ostrołęckiego.
Wierni Kościoła rzymskokatolickiego należą do parafii Wniebowzięcia Najświętszej Maryi Panny w Ostrowi Mazowieckiej.